# Perch of the Devil
Perch of the Devil è un film muto del 1927 diretto da King Baggot. Il soggetto, sceneggiato per lo schermo dalla scrittrice Mary O'Hara, è tratto dall'omonimo romanzo di Gertrude Atherton che era stato pubblicato a New York nel 1914.

## Trama
Ida, una ragazza che proviene dai campi minerari, si sposa con il giovane ingegnere Gregory Compton e parte con lui per il suo ranch a Butte, dove lui lavora come cercatore d'oro. La giovane moglie soffre per la vita solitaria che è costretta a condurre. Così, quando al ranch giunge Ora Blake, una giovane e ricca vedova, Ida fa subito amicizia con la nuova arrivata che affascina anche Gregory. Con il consenso di Gregory, Ora porta via con sé Ida per un viaggio in Europa. Lì, Ida conquista Lord Mobray ma la giovane donna, anche se sedotta dalla nuova vita, sente nostalgia per la sua casa e per il marito. Quando in Europa arriva la notizia che Gregory ha trovato l'oro, Ora - che punta a separare i due coniugi - scrive una lettera cambiando il tenore della risposta di Ida, così da farla sembrare una donna interessata.
Mentre sta tornando a Butte, Ida è depressa per il giudizio del marito su di lei, ma Lord Mobray le rivela la bassezza di Ora. Furiosa, Ida aggredisce la rivale mentre sono nella miniera. Gregory, intanto, ignaro, usa la dinamite per allagare la miniera dove si trovano le due donne. Ida salva Ora e ambedue sono soccorse da Gregory, giunto in loro aiuto. I due coniugi, quando si ritrovano, si riconciliano.

## Produzione
Il film fu prodotto da Carl Laemmle per l'Universal Pictures. La casa di produzione si presentava nei titoli e nella pubblicità con il nome Universal Jewel, una dicitura che designava i prodotti di punta della compagnia.

## Distribuzione
Il copyright del film, richiesto dalla Universal Pictures Corp., fu registrato il 13 settembre 1926 con il numero LP23106.
Distribuito dall'Universal Pictures, il film uscì nelle sale statunitensi il 6 marzo 1927.
Secondo alcune fonti, il film dovrebbe esistere ancora. La Library of Congress non riporta alcun archivio dove potrebbe esserne conservata copia.